# Hans-Peter Briegel
Hans-Peter Briegel (ur. 11 października 1955 w Kaiserslautern) – niemiecki piłkarz występujący na pozycji obrońcy. Trener piłkarski.

## Kariera klubowa
Briegel jest wychowankiem klubu SV Rodenbach. W 1974 roku trafił do juniorów 1. FC Kaiserslautern, a w 1975 roku został włączony do jego pierwszej drużyny, grającej w Bundeslidze. W tych rozgrywkach zadebiutował 10 kwietnia 1976 roku w wygranym 4:3 meczu z Bayernem Monachium. 4 czerwca 1976 roku w przegranym 1:5 spotkaniu z Fortuną Düsseldorf strzelił pierwszego gola w Bundeslidze. W tym samym roku dotarł z zespołem do finału Pucharu RFN, jednak Kaiserslautern uległo tam Hamburgerowi SV. W 1979 roku oraz w 1980 roku Briegel zajmował z klubem 3. miejsce w Bundeslidze, które było najwyższym jego w trakcie gry w Bundeslidze. W 1981 roku ponownie zagrał z drużyną w finale Pucharu RFN, jednak tym razem 1. FC Kaiserslautern zostało tam pokonane przez Eintracht Frankfurt. W pierwszej drużynie Kaiserslautern Briegel spędził 9 lat.
W 1984 roku odszedł do włoskiego Hellasu Werona. W 1985 roku zdobył z klubem mistrzostwo Włoch. W tym samym roku został wybrany Niemieckim Piłkarzem Roku. W 1986 roku został graczem Sampdorii. W 1988 roku zdobył z nią Puchar Włoch. W tym samym roku zakończył karierę.

## Kariera reprezentacyjna
W reprezentacji RFN Briegel zadebiutował 17 października 1979 roku w wygranym 5:1 meczu eliminacji Mistrzostw Europy 1980 z Walią. W 1980 roku znalazł się w kadrze na Mistrzostwa Europy. Zagrał na nich w pojedynkach z Czechosłowacją (1:0), Holandią (3:2), Grecją (0:0) i Belgią (2:1). Reprezentacja RFN została triumfatorem tamtego turnieju.
19 listopada 1980 roku w wygranym 4:1 towarzyskim spotkaniu z Francją Briegel strzelił pierwszego gola w drużynie narodowej. W 1982 roku wziął udział w Mistrzostwach Świata. Wystąpił na nich w pojedynkach z Algierią (1:2), Chile (4:1), Austrią (1:0), Anglią (0:0), Hiszpanią (2:1), Francją (3:3, 5:4 w rzutach karnych) i Włochami (1:3). Tamten mundial kadra RFN zakończyła na 2. miejscu.
W 1984 roku po raz drugi był w drużynie na Mistrzostwa Europy. Zaliczył tam 3 mecze: z Portugalią (0:0), Rumunią (2:1) i Hiszpanią (0:1). Zespół RFN odpadł z turnieju po fazie grupowej.
W 1986 roku Briegel ponownie uczestniczył w Mistrzostwach Świata. Zagrał tam w pojedynkach z Urugwajem (1:1), Szkocją (2:1), Marokiem (1:0), Meksykiem (0:0, 4:1 w rzutach karnych), Francją (2:0) oraz w finale z Argentyną (2:3). Reprezentacja RFN zakończyła tamten turniej na 2. miejscu.
W latach 1979–1986 w drużynie narodowej rozegrał w sumie 72 spotkania i zdobył 4 bramki.

## Kariera trenerska
Po zakończeniu kariery Briegel został trenerem. Jego pierwszym klubem był szwajcarski FC Glarus. Potem prowadził niemiecki SV Edenkoben, a od lata 1994 roku SG Wattenscheid 09 z 2. Bundesligi. Pracował tam do marca 1995 roku.
W 1999 roku Briegel został szkoleniowcem tureckiego Beşiktaşu JK. W 2001 roku trafił do Trabzonsporu. W 2002 roku został selekcjonerem reprezentacji Albanii. Pracował tam przez 4 lata, a potem odszedł do reprezentacji Bahrajnu, który prowadził przez rok. W 2007 roku, przez kilka miesięcy trenował turecki zespół Ankaragücü.